# Institut national de la femme
Au Bénin, l'Institut national de la femme (INF), autrefois connu sous l'appellation de l'Institut national pour la promotion de la femme (INPF), est un organisme étatique, contrairement au précédent qui était un creuset de réflexions, d’études et de promotion de la femme depuis Décembre 2009. L'institut s'occupe depuis le conseil des ministres béninois du 21 juillet 2021 de la promotion de la femme dans les domaines économique, politique, social, juridique et culturel, tant dans la sphère publique que privée.
Ainsi, l’Institut national de la femme, dans sa nouvelle configuration, devient un organisme public doté de la personnalité juridique, de l’indépendance financière et de prérogatives importantes afin de pouvoir venir en aide aux femmes de façon plus déterminante.

## Création
L’Institut national de la femme, dans sa nouvelle configuration, a été créé lors du conseil des ministres le 21 juillet 2021,. Il est rattaché à la présidence de la République du Bénin.

## Missions
Les missions assignées à l’Institut sont diverses et variées. Hormis la promotion de la femme sur tous les plans, l'Institut s'occupe également des questions de violences basées sur le genre, et de la lutte contre toutes les formes de discrimination et de violence à l’égard de la femme. Pour cela, l’Institut pourra ester en justice,,.
En plus de ces missions, l'institut à reçu une nouvelle mission lors du conseil des ministres du 21 juillet 2021. Cette mission consiste à œuvrer pour la promotion de la femme aux plans politique, économique, social, juridique et culturel.

## Présidence
La première présidente de l'institut est Claudine Prudencio. Elle a occupé le poste de 2021 à 2023.
Huguette Bokpè Gnacadja a été nommée, en conseil des ministres, le 15 mars 2023, présidente de l'institut national de la femme,.

## Secrétariat Exécutif
La première Secrétaire exécutive de l'institut est Huguette Bokpè Gnacadja. Elle a occupé ce poste de 2021 à 2023. 
À la suite d'une décision du conseil des ministres du 15 mars 2023, Flore Djinou a été nommée nouvelle secrétaire de l'Institut National de la Femme,.